# Rigel

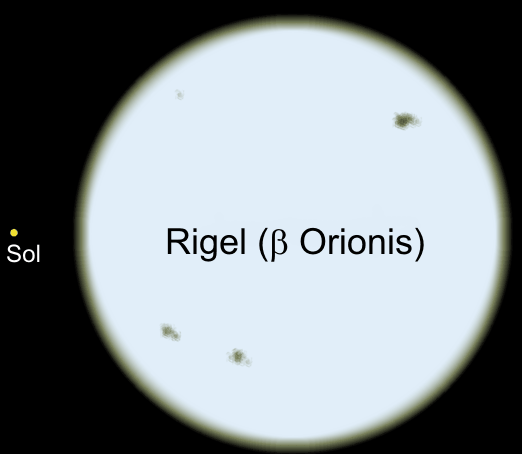
A Rigel mérete a Naphoz (balra) viszonyítva

A Rigel (β Orionis, Beta Orionis, Béta Orionis) az Orion csillagkép legfényesebb csillaga, a két lábát alkotó csillag közül a jobb oldali. A csillagkép két váll- és két lábcsillaga alkotta téglalap délnyugati sarokpontja. A Rigel a hetedik legfényesebb csillag az égbolton.

## Leírása
775-800 fényév távolságban lévő, többtagú csillagrendszer, legfényesebb tagja egy kék szuperóriás csillag, mely a Napnál tizenhétszer nagyobb tömegű. Luminozitása a Napénak 40 000-szerese.
UV-sugárzása a Napénak 66 000-szerese.
Valószínűleg elegendő tömeget veszít ahhoz, hogy ne váljék szupernóvává, végül ritka oxigén-neon fehér törpévé válik. Elérhette azt a határt, amikor héliumkészletét szénné és oxigénné alakítja.

## Történetei
R. H. Allen „Az északiak csillagászata” c. könyvében („the Norsemen’s astronomy”) azt állítja, hogy a Rigel Orwandil (Orion) nagylábujja. A másik nagylábujj valószínűleg fagyási sérülést szenvedett a gigászi Orwandil utazása során, ezt Thor letörte és felhajította az északi égboltra. A lábujj ott látható mint Alcor, egy negyedrendű csillag, amit szabad szemmel is látni lehet a Mizar mellett, a Göncölszekér rúdjának görbületénél.

## Nevének eredete
A Rigelre általában úgy gondolnak, mint az Orion nyugati térdére, neve azonban azt sugallja, hogy inkább a lábat jelöli (Oriont elképzelhetjük úgy, mint aki felemeli az elöl lévő lábát, hogy lesújtson a bikára a bunkójával). Paul Kunitzsch szerint a Rigel nevet először i.sz. 1000 körül már használták a nyugati kultúrában, amikor átvették az arab rijl al jauza kifejezést (=Dzsauza lába). Nem tudjuk, ki volt Dzsauza, de a kifejezés Orionra mint nőnemű lényre utal.
A középkori arab csillagász, Al Szufi szerint a Rigel neve Ra’i al Dzsauza (=Dzsauza pásztora). A pásztor tevéi az Alpha Orionis (Betelgeuze), Gamma Orionis (Bellatrix), Kappa Orionis (Saiph) és a Delta Orionis (Mintaka).
Néhány száz évvel ezelőtt néhány szaktekintély a Rigel nevet Regel vagy Riglon formában írta.  Egyes költők az Algebar vagy Elgebar nevet használják a Rigelre.

Az ókori Egyiptomban a Rigel neve 
| S29 | Aa17 | V28 | D61 | N14 · N35 |

 vagyis Seba-en-Sah Sb3-n-S3ḥ volt, aminek jelentése lábujj csillag vagy láb csillag.

## Megfigyelése

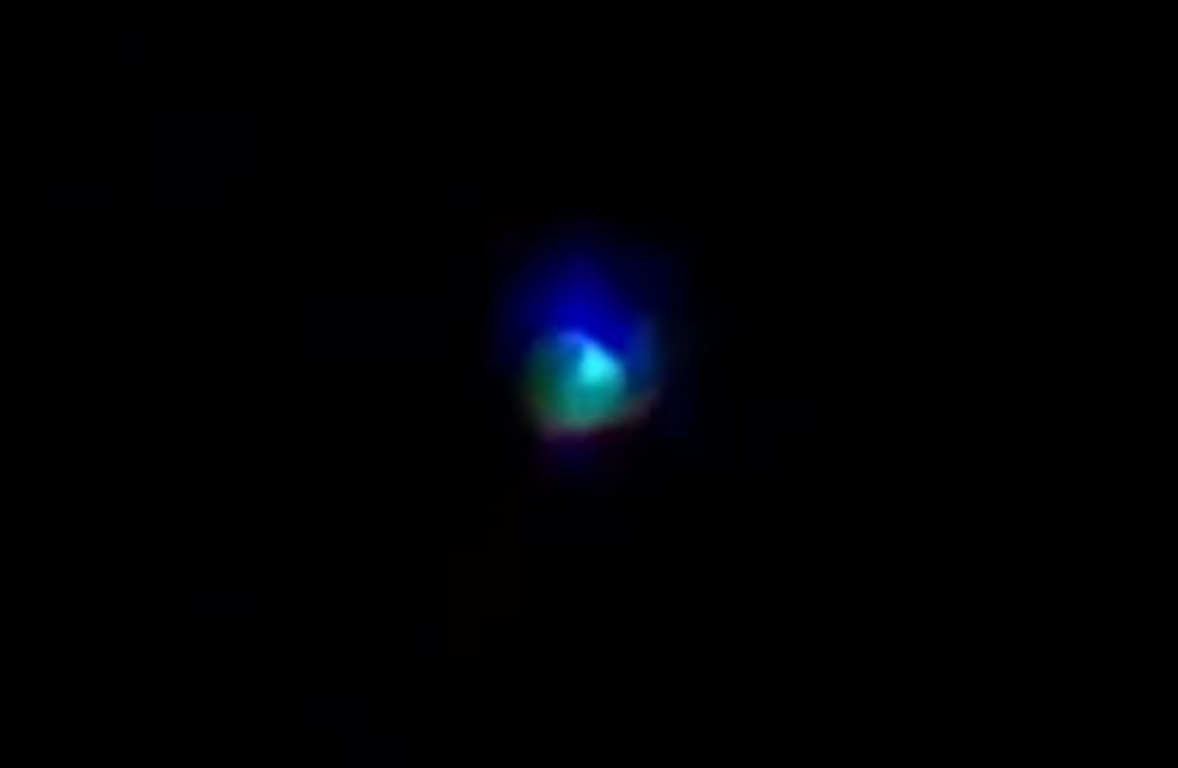
Hazánk területén készült kép 2022 február 10-én.

A deklinációja alapján mintegy 8 fokkal van az égi Egyenlítőtől délre, így az Északi-sark (északi szélesség 82°-tól északra levő területek) kivételével az egész Földről látható. Az északi félgömbről nézve a jobb alsó, a déliről a bal felső csillaga a csillagképnek. Viszonylag nem messze délkeletre fénylik tőle az éjszakai égbolt legfényesebb csillaga, a Nagy Kutya csillagkép főcsillaga, a Szíriusz. A csillaghoz viszonylag közel, északnyugati irányban látszódik a β Eridani (Cursa) az Eridanus csillagképből, amellyel egy olyan fényesebb-halványabb csillagból álló párost alkot, mint a Sas csillagképben a főcsillag Altair és a néhány fokra levő Tarazed, vagy a közeli Kis Kutya csillagkép fényesebbik csillaga, a Procyon és a halványabb Béta Canis Minoris.

## Érdekességek
A csillagászati navigációban fontos szerepet játszik a Rigel, mert a világtengerek mindegyikéről jól látható, mivel az ekliptika közelében helyezkedik el.

## Megjelenése a kultúrában
- Ernest Hemingway Az öreg halász és a tenger című  művében a főszereplő Santiago megjegyzi, hogy a Rigelt látja naplementekor (szeptemberben, Kuba partjaitól nem messze), ami nem lehetséges.
- Az Orion Beta (valószínűleg Beta Orionis, vagyis a Rigel) egy bányászkolónia Douglas Adams Galaxis útikalauz stopposoknak című művében, ahol a bányászok egy telepatikus, ivós játékot játszanak, aminek a tárgya az Ol' Janx Spirit, a Pángalaktikus Gégepukkasztó alkoholos ital egyik fő alkotóeleme.

## Fordítás
- Ez a szócikk részben vagy egészben  a   Rigel című angol Wikipédia-szócikk fordításán alapul.  Az eredeti cikk szerkesztőit annak laptörténete sorolja fel. Ez a jelzés csupán a megfogalmazás eredetét és a szerzői jogokat jelzi, nem szolgál a cikkben szereplő információk forrásmegjelöléseként.